# Presión luminosa

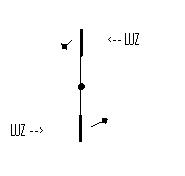
Diagrama

La presión luminosa o lumínica es un fenómeno que demuestra la dualidad onda-partícula de la luz. Se demuestra dirigiendo haces de luz muy potentes sobre dos espejos situados en los extremos de una barra con capacidad de giro, observándose el desplazamiento de los espejos, como si fueran empujados por los haces de fotones.